# Stelis globosa
Stelis globosa är en orkidéart som beskrevs av Alec M. Pridgeon och Mark W. Chase. Stelis globosa ingår i släktet Stelis och familjen orkidéer. Inga underarter finns listade i Catalogue of Life.